# Louis Vuitton Cup
La Louis Vuitton Cup è una competizione velica internazionale. L'obiettivo del torneo è quello di selezionare il challenger per l'America's Cup.
Solo nel 2021 è stata rimpiazzata dalla Prada Cup in seguito a un cambio di sponsorizzazione, per tornare nuovamente a essere disputata nel 2024.

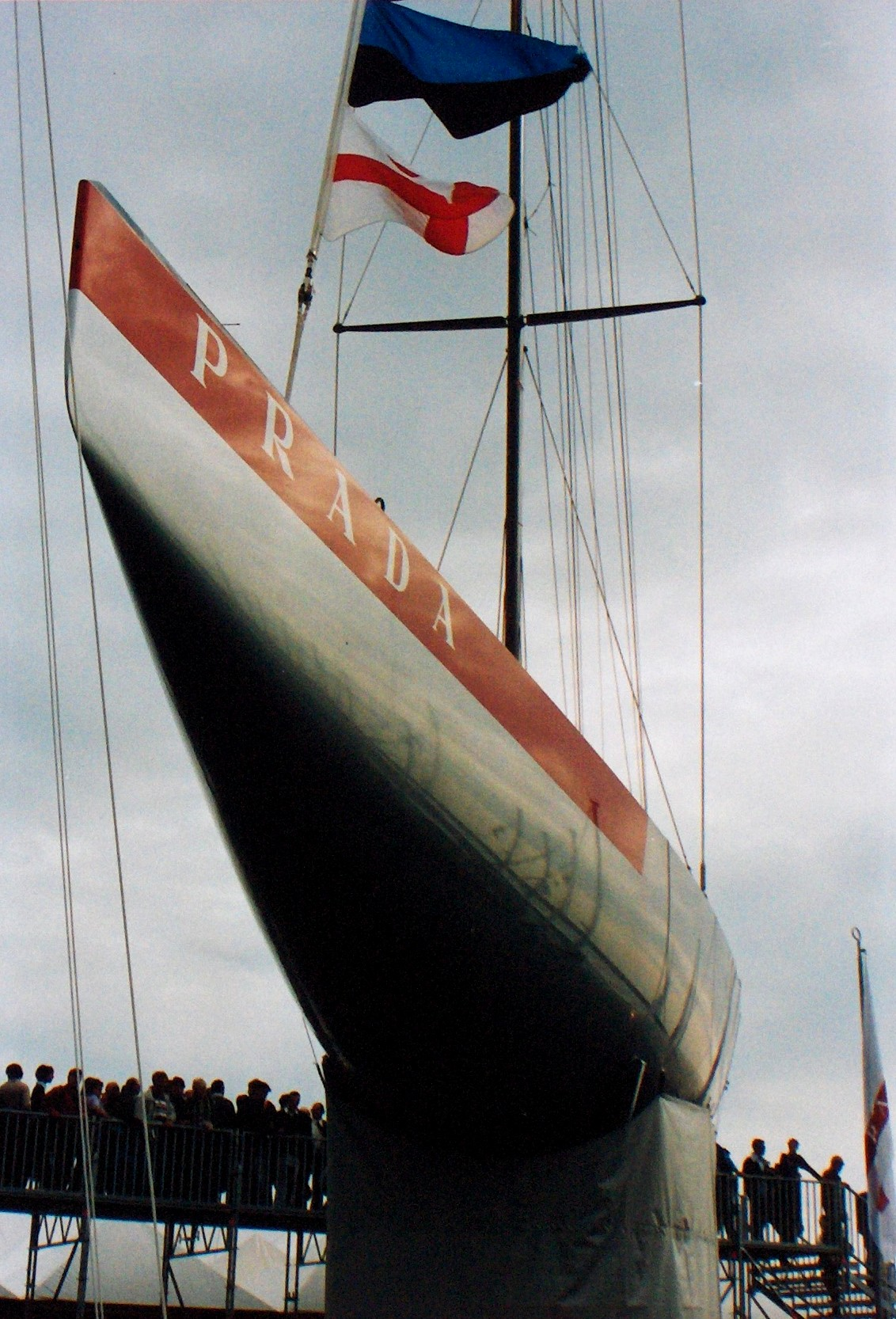
Luna Rossa ITA 45, vincitrice dell'edizione 2000

## Storia
La formula della Coppa America prevede una serie di regate match-race tra soli due sindacati. La necessità di una competizione preliminare ad essa nasce, pertanto, nel momento in cui più di un sodalizio ambisca a sfidare il detentore del trofeo. 
Nel 1970, per la prima volta nella storia dell'America's Cup, più sfidanti si contesero il diritto di sfidare il defender della coppa. La prima coppa degli sfidanti prese il nome di Herbert Claiborne Pell Cup e se ne tennero 4 edizioni, l’ultima nel 1980.
Per l'America's Cup del 1983, il Royal Sydney Yacht Squadron, challenger of record , stipulò un contratto con il New York Yacht Club per mettere in palio una coppa degli sfidanti, sponsorizzata da Louis Vuitton.
La prima edizione della Louis Vuitton Cup si disputò, quindi, nel 1983 al largo di Newport, negli Stati Uniti. Ad avere la meglio fu Australia II, che incontrò poi lo yacht Liberty, del New York Yacht Club, nella Coppa America di quell'anno.
A causa del gran numero di sfidanti negli ultimi decenni la Louis Vuitton Cup si è articolata in tre fasi: una fase di round robin (gironi all'italiana), una fase di semifinale (ulteriore round robin oppure eliminazione diretta), e finale (al meglio delle 7, 9 o 13 regate).
Tra le coppe del 2003 e del 2007, si sono svolti i Louis Vuitton Acts, una serie di eventi che hanno costituito il prologo della Louis Vuitton Cup 2007, garantendo ai partecipanti un certo numero di punti bonus per la manifestazione, in base al piazzamento nelle regate.
Nel luglio 2007, Louis Vuitton ha annunciato la fine di tutte le sue attività di sponsorizzazione legate alla selezione dei challenger per l'America's Cup, dopo 25 anni di coinvolgimento. Ha invece sponsorizzato le Louis Vuitton Pacific Series e il Louis Vuitton Trophy.
Nel 2010, a causa delle numerose dispute legali sorte intorno alla 33ª America's Cup, non si è disputato alcun torneo di selezione degli sfidanti.
Nel 2013 Louis Vuitton è tornata a sponsorizzare il torneo di selezione dei challenger in occasione  della 34ª America's Cup. Anche l'edizione successiva del torneo (2017) è stata sponsorizzata dall'azienda francese.
Nel 2021, il torneo di selezione dei challenger ha preso il nome di Prada Cup.
Per l'edizione del 2024, come annunciato un anno prima, Louis Vuitton è ritornata a sponsorizzare il torneo degli sfidanti.

## Albo d'oro
| vincitore anche dell'America's Cup |

| Classe    | Anno | Località                             | Yacht club vincitore                 | Sindacato vincitore                              | Yacht club secondo classificato      | Sindacato secondo classificato       | Risultato                            |
| --------- | ---- | ------------------------------------ | ------------------------------------ | ------------------------------------------------ | ------------------------------------ | ------------------------------------ | ------------------------------------ |
| IYRU 12mR | 1983 | Newport, Stati Uniti                 | Royal Perth Yacht Club               | America's Cup Challenge '83 (Australia II), KA-6 | Royal Burnham Yacht Club             | Victory Challenge (Victory '83)      | 4–1                                  |
| IYRU 12mR | 1987 | Fremantle, Australia                 | San Diego Yacht Club                 | Sail America Foundation, US-55                   | Royal New Zealand Yacht Squadron     | New Zealand Challenge                | 4–1                                  |
|           | 1988 | non disputata                        | non disputata                        | non disputata                                    | non disputata                        | non disputata                        | non disputata                        |
| IACC      | 1992 | San Diego, Stati Uniti               | Compagnia della Vela di Venezia      | Il Moro di Venezia, ITA-25                       | Royal New Zealand Yacht Squadron     | New Zealand Challenge                | 5–3                                  |
| IACC      | 1995 | San Diego, Stati Uniti               | Royal New Zealand Yacht Squadron     | Team New Zealand, NZL-32                         | Southern Cross Yacht Club            | One Australia                        | 5–1                                  |
| IACC      | 2000 | Auckland, Nuova Zelanda              | Yacht Club Punta Ala                 | Luna Rossa, ITA-45                               | St. Francis Yacht Club               | AmericaOne                           | 5–4                                  |
| IACC      | 2003 | Auckland, Nuova Zelanda              | Société nautique de Genève           | Alinghi, SUI-64                                  | Golden Gate Yacht Club               | BMW Oracle                           | 5–1                                  |
| IACC      | 2007 | Valencia, Spagna                     | Royal New Zealand Yacht Squadron     | Emirates Team New Zealand, NZL-92                | Yacht Club Italiano                  | Luna Rossa                           | 5–0                                  |
|           | 2010 | non disputata                        | non disputata                        | non disputata                                    | non disputata                        | non disputata                        | non disputata                        |
| AC72      | 2013 | San Francisco, Stati Uniti           | Royal New Zealand Yacht Squadron     | Emirates Team New Zealand, Aotearoa              | Circolo della Vela Sicilia           | Luna Rossa                           | 7–1                                  |
| AC50      | 2017 | Great Sound, Bermuda                 | Royal New Zealand Yacht Squadron     | Emirates Team New Zealand, New Zealand           | Kungliga Svenska Segelsällskapet     | Artemis Racing, Magic Blue           | 5–2                                  |
| AC75      | 2021 | sponsor diverso, vedi Prada Cup 2021 | sponsor diverso, vedi Prada Cup 2021 | sponsor diverso, vedi Prada Cup 2021             | sponsor diverso, vedi Prada Cup 2021 | sponsor diverso, vedi Prada Cup 2021 | sponsor diverso, vedi Prada Cup 2021 |
| AC75      | 2024 | Barcellona, Spagna                   | Royal Yacht Squadron                 | Ineos Britannia                                  | Circolo della Vela Sicilia           | Luna Rossa                           | 7-4                                  |